# Minnesstenarna vid Stäket

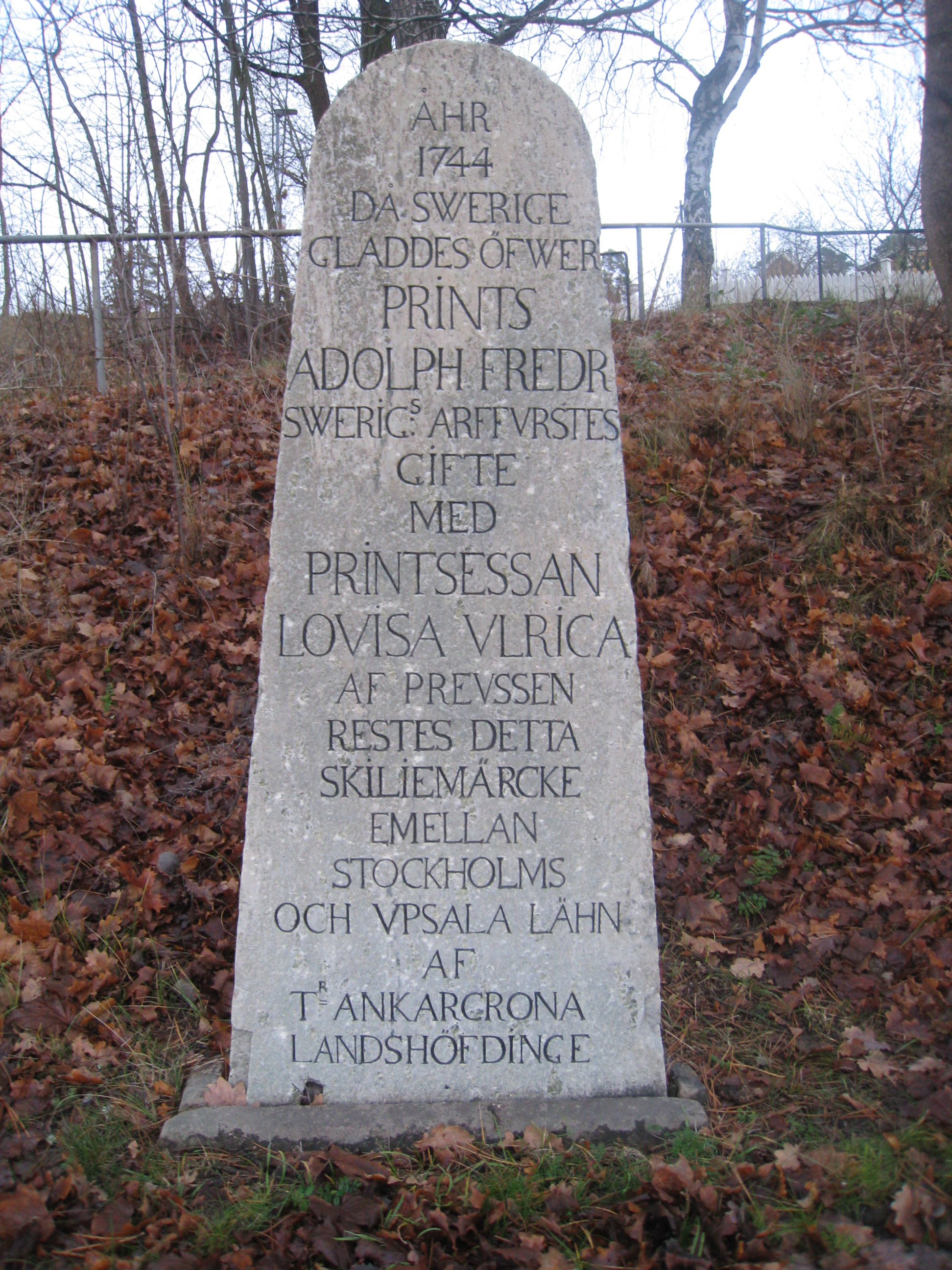
Vänstra stenen berättar om vigseln mellan prins Adolf Fredrik och Lovisa Ulrika av Preussen år 1744.

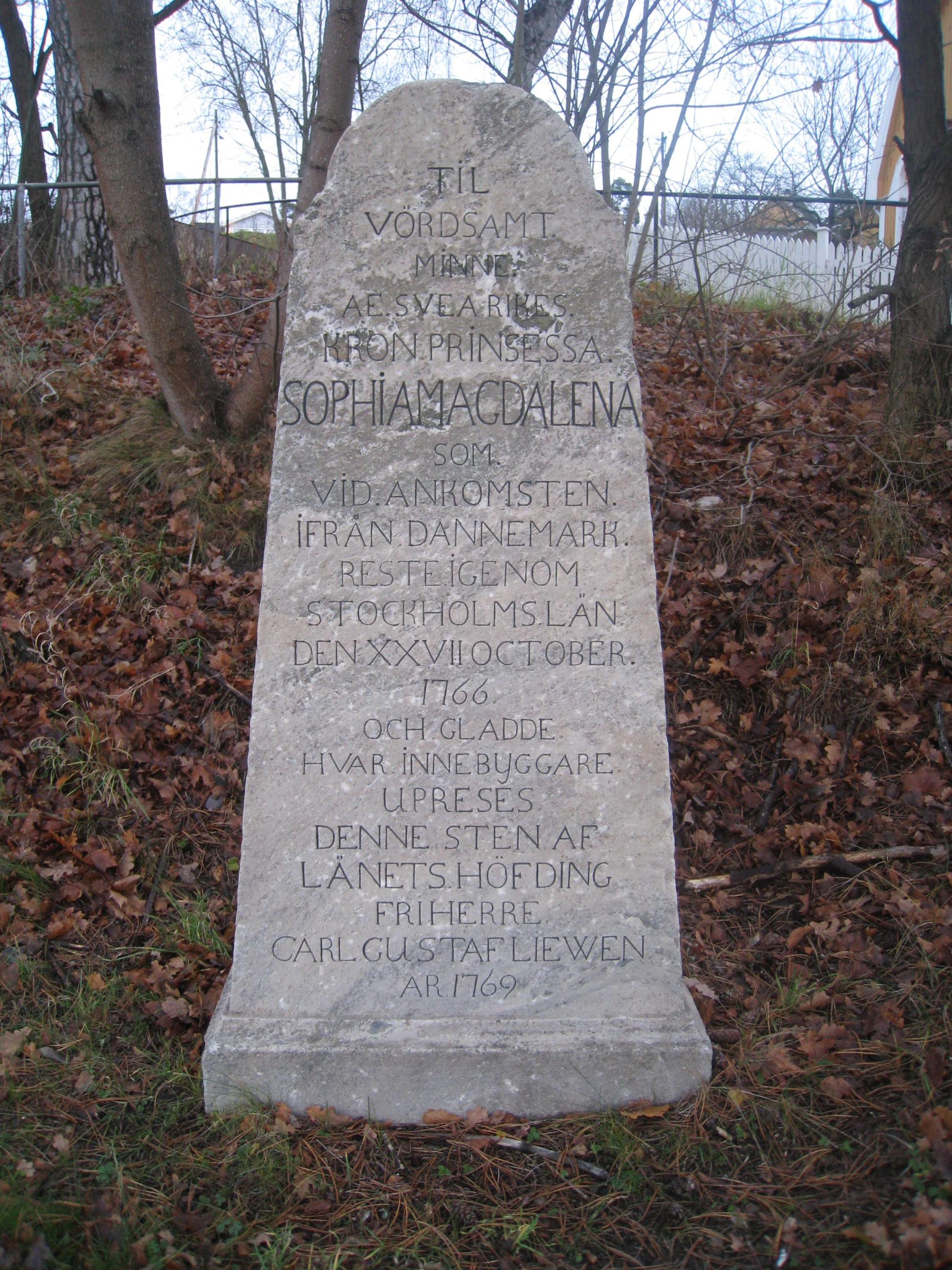
Högra stenen berättar om vigseln mellan den blivande kung Gustav III och den danska prinsessan Sofia Magdalena år 1766.

Minnesstenarna vid Stäket är två minnesstenar i Stäket, Järfälla kommun, Stockholms län. Minnesstenarna restes på 1700-talet av två landshövdingar, Theodor Ankarcrona och Carl Gustaf von Liewen.

## Allmänt
Stäksundet, där landsvägen mot Enköping och Bergslagen och vattenvägen mot Sigtuna och Uppsala möts, var en viktig knutpunkt. De två minnesstenarna står vid gångvägen upp mot berget nordöst om Enköpingsvägen utefter vägens östra sida.
Minnesstenarna är skyddade enligt lag och har nr 164 i Riksantikvarieämbetets fornminnesregister för Järfälla socken. I samarbete med Järfälla kommun (Järfälla kultur samt park- och naturavdelning) sattes skylten vid minnesstenarna upp 2002.

## Den vänstra minnesstenen
Den vänstra stenen är rest av landshövding Theodor Ankarcrona "åhr 1744 då Swerige gladdes öfwer Prints Adolph Fredriks Swerigs arffurstes gifte med Printsessan Lovisa Ulrica av Preussen". År 1744 gifte sig Adolf Fredrik med Lovisa Ulrika av Preussen, Bröllopet mellan Adolf Fredrik och Lovisa Ulrika. Ankarcrona var landshövding över Stockholms län under åren 1743-1750. För att bland annat protestera mot valet av Adolf Fredrik som svensk tronföljare hade året innan 4 000 uppretade dalkarlar tågat mot Stockholm. Tydligen kan opinionen svänga snabbt. Vigseln mellan Adolf Fredrik och Lovisa Ulrika ägde rum den 17 juli 1744 i Berlin genom ombud. Genom vigseln i Berlin blev hon officiellt kronprinsessa av Sverige.
Texten på den vänstra stenen lyder:

"Åhr 1744 då Swerige gladdes öfdwer prints Adolph Fredr Swerig:s  arffurstes gifte med printsessan Lovisa Vlrica af Prevssen restes detta skiliemärcke emellan Stockholms och Upsala lähn af T.P. = Ankarcrona landshöfdinge."

## Den högra minnesstenen
Den högra stenen handlar om Gustav III:s gemål, den danska prinsessan Sofia Magdalena. År 1766 gifte sig den blivande kung Gustav III med Sofia Magdalena, Bröllopet mellan Gustav III och Sofia Magdalena. Stenen restes av landshövdingen Carl Gustaf von Liewen och utgör ett "vördsamt minne af Svea rikes Kronprinsessa Sofia Magdalena" då hon på väg från "Dannemark reste genom Stockholms län den XXVII (27) oktober 1766 och gladde hwar innebyggare". Carl Gustaf von Liewen hade tidigare varit kammarherre hos drottning Lovisa Ulrika.
Texten på den högra stenen lyder:

"Til vördsamt minne af – Svea rikes kronprinsessa Sophia Magdalena som vid ankomsten ifrån Dannemark reste igenom Stockholms län den XXVII october 1766 och gladde hvar innebyggare upreses denne sten af länets höfding friherre Carl Gustaf Liewen år 1769."

## Historik om platsen för minnesstenarna
I området på östra sidan om Stäketsundet i nuvarande Järfälla kommun låg Stäketfläcken eller Stäkets stad. Stäketfläcken erhöll 1629 stadsprivilegier och låg mellan Enköpingsvägen och Mälaren. Stäketfläcken bestod som mest av ett trettiotal hushåll. Staden existerade från 1625 till 1671 men blev aldrig någon riktig stad. Järnvägen som gick från Stockholm till Bergslagen drogs fram över för Stäketfläcken år 1876 där den tidigare bebyggelsen på Stäketfläcken låg och de sista synliga lämningarna efter Stäketfläcken försvann. År 1900 uppfördes också Stäkets stationshus på platsen.